# Markaz al Bājūr
Markaz al Bājūr (arabiska: مركز الباجور) är en region i Egypten.   Den ligger i guvernementet Al-Minufiyya, i den norra delen av landet, 40 km norr om huvudstaden Kairo.